# Gods Behaving Badly (película)
Gods Behaving Badly es una película de 2013 dirigida por Marc Turtletaub y basada en la novela homónima de Marie Phillips. La cinta cuenta con las actuaciones de Christopher Walken, Sharon Stone, Alicia Silverstone, John Turturro, Nelsan Ellis, Oliver Platt y Edie Falco, entre otros. Es el primer largometraje de Marc Turtletaub, más conocido como productor.
La película fue filmada en 2011 y estrenada en el Festival de Cine de Roma de 2013.

## Argumento
La película cuenta la historia de los dioses griegos, que viven confortablemente en un apartamento en la ciudad de Nueva York, mientras se cruzan en el camino de una pareja de jóvenes, Kate y Neil. La interacción entre los dioses y los mortales amenaza no solo la relación de la pareja, sino el futuro de todo el resto.

## Reparto
- Alicia Silverstone ... Kate
- Ebon Moss-Bachrach ... Neil
- Sharon Stone ... Afrodita
- Oliver Platt ... Apolo
- Edie Falco ... Artemisa
- Phylicia Rashād ... Deméter
- Nelsan Ellis ... Dioniso
- Gideon Glick ... Eros
- John Turturro ... Hades
- Henry Zebrowski ... Hermes
- Rosie Perez ... Perséfone
- Christopher Walken ... Zeus
- Glenn Fleshler ... Cerbero

## Producción
La película fue filmada durante mediados de 2011. La ambientación de la trama fue cambiada de Londres a la ciudad de Nueva York.